# Vladimir Tarasov
Vladimir Il'íč Tarasov (in russo Владимир Ильич Тарасов?; Mosca, 7 febbraio 1939) è un regista e animatore sovietico, noto per i suoi film di propaganda e di fantascienza realizzati presso lo studio di animazione Sojuzmul'tfil'm.

## Biografia
Nato e cresciuto nella capitale russa, ha studiato all'Istituto Poligrafico di Mosca dal 1965 al 1970; dal 1957 lavorava alla Sojuzmul'tfil'm, prima come animatore, poi come regista associato e, infine, come direttore dal 1991 al 1994.
Successivamente ha creato e diretto scuole di cinema in India e Iran.

## Filmografia parziale
- Va' Avanti, tempo! (Вперед, время!, Vpered, vremya!) (1977)
- Contatto (Контакт, Kontakt) (1978)
- Tiro a segno (Тир, Tir) (1979)
- Il contratto (Контракт, Kontrakt) (1985)
- Il passaggio (Перевал, Pereval) (1988)